# Asser
Asser (zm. 908/909) – walijski mnich z St David’s w królestwie Dyfed. W latach 875-879 był biskupem Sherborne. Około 885 Alfred Wielki poprosił go, by opuścił St David’s i dołączył do kręgu uczonych mężów, których Alfred gromadził na swym dworze. Po rocznym pobycie w Caerwent spowodowanym chorobą, Asser przyjął zaproszenie.
W 893 Asser napisał biografię Alfreda, zwaną Life of King Alfred (Żywot króla Alfreda). Rękopis przetrwał do czasów  nowożytnych w tylko jednej kopii, która była częścią księgozbioru Cottona. Kopia ta uległa zniszczeniu w pożarze w 1731, ale tłumaczenia, które sporządzono wcześniej w połączeniu z fragmentami  dzieła Assera, które zostały przytoczone przez innych wczesnych autorów, umożliwiły rekonstrukcję tego dzieła. Biografia ta jest obecnie głównym źródłem informacji o życiu Alfreda i dostarcza o nim o wiele więcej wiadomości niż o jakimkolwiek innym wczesnym władcy angielskim. Asser pomagał także Alfredowi w tłumaczeniu Regula pastoralis (traktatu dotyczącego obowiązków duchowieństwa) Grzegorza Wielkiego i prawdopodobnie innych dzieł.